# كليفتون د. براينت
كليفتون د. براينت (بالإنجليزية: Clifton D. Bryant)‏ هو عالم اجتماع أمريكي، ولد في 25 ديسمبر 1932، وتوفي في 13 سبتمبر 2010.